# Clarissa aneb Příběh mladé dámy
Clarissa aneb Příběh mladé dámy  (1748, Clarissa, or the History of a Young Lady) je psychologický román v dopisech od anglického preromantického spisovatele Samuela Richardsona. Román je považován za autorovo mistrovské dílo. Autor v něm všestranně zachytil duševní stavy postav a vytvořil tragickou hrdinku, jejíž život je ničen měšťáckou peněžní morálkou a aristokratickou nemorálností.
Do češtiny nebyl román doposud přeložen.

## Literární význam a kritika
Richardson je díky svým románům Pamela a Clarissa považován za jednoho ze zakladatelů moderního románu. Pro vývoj anglického i evropského románu je však Clarissa daleko důležitější. Autor v tomto románu dokonale využil epistolární formu tím, že oproti Pamele rozšířil okruh pisatelů dopisů (kromě Clarissy se jedná o příslušníky její rodiny a o přátele a sousedy) a tím i vypravěčských hledisek. Román tak všestranněji zachycuje duševní stavy postav a osudy hlavní hrdinky jsou často zachyceny odlišným způsobem v dopisech různých pisatelů, kteří si je každý svým způsobem interpretují.
Autorská stylizace do role editora a autorovo umění podrobné analýzy prožitků, citových a duševních hnutí hrdinů, jejich bezprostředních reakcí a motivací jejich činů přidává románu na autentičnosti a dramatičnosti. Průzkumem složitých a rozporuplných duševních procesů hrdinů, ve kterém se nevyhnul ani oblastem snů, potlačených tužeb a podvědomých přání, postihl Richardson složitost lidských vtahů způsobem, který později našel plný výraz v románech Stendhala a Dostojevského.
Román vzbudil obrovský čtenářský zájem. V Anglii vyšel během několika měsíců ve čtyřech vydáních a popularitu si získal i v zahraničí. Ve Francii jej chválil Diderot a Rousseau a roku 1846 vyšla adaptace románu od Julese Janina. V Německu zase v letech 1748–1753 vznikl německý překlad Johanna Davida Michaelise.

## Obsah románu
Hlavní hrdinkou románu je inteligentní, krásná a nevinná dívka Clarissa Harloweová z bohaté měšťanské rodiny. Její starší sestře Arabelle se dvoří bohatý šlechtický švihák a libertin Robert Lovelace. Arabella jej odmítne, protože vidí, že více než o namlouvání se Lovelace stará o získání souhlasu jejích rodičů, což považuje za urážlivé. Lovelace se k pohoršení Arabelly i jejich bratra Jamese okamžitě začne dvořit Clarisse a chce ji svést, aby se její rodině pomstil.
Přestože Clarissa Lovelaceho odmítá, žárlivost Arabelly neustále roste. Oba sourozenci mají také na Clarissu zlost proto, že jí dědeček odkázal kus půdy, a navrhnou, aby se provdala za bohatého Rogera Solmese. Tento návrh přijme kromě Clarissy celá její rodina a nutí Clarissu ke svatbě s nemilovaným mužem, protože touží po dalším hmotném a společenském vzestupu. Brání jí ve styku s okolním světem a nechtějí jí ani dovolit posílat dopisy blízké přítelkyni Anně Howeové, a to do té doby, než bude souhlasit se sňatkem.

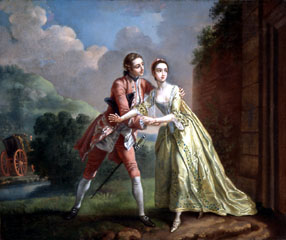
Lovelace přesvědčuje Clarissu, aby s ním uprchla, obraz Francise Haymana

Zoufalá Clarissa s přítelkyní Annou komunikuje tajně a rovněž si začíná dopisovat s Lovelacem, do kterého se zamilovala. Lovelace ji pak přesvědčí, aby s ním prchla a vyhnula se tak konfliktu s rodiči. Clarissa s Lovelacem odejde, ale stane se na několik měsíců jeho vězeňkyní. Její rodina se s ní odmítá smířit. Clarissa žije v různých obydlích, zahrnujících i nevěstinec, ve kterém jsou nevěstky převlečené za vznešené dámy, a Lovelace na ni neustále marně naléhá, aby mu byla po vůli.

Ilustrace k románu z roku 1751

Lovelace sice tvrdí, že Clarissu miluje, ale ve skutečnosti chce zničit její ctnost. Představuje jí své příbuzné, což jsou ve skutečnosti najatí herci. Přesvědčí ji, aby tyto podvodné příbuzné doprovodila v kočáru a ti ji odvezou do maskovaného nevěstince. Tam ji Lovelace s pomocí nevěstek omámí a znásilní.
Clarissa utrpí duševní otřes, který zřejmě ještě prohloubily drogy, kterými byla omámena (této stav je v románu prezentován pomocí jejích podivných až šílených dopisů). Když přide opět k rozumu, Lovelace si uvědomí, že se mu nepodařilo Clarissu zkazit. Clarissa odmítá jeho nabídky k sňatku, ačkoliv je nyní padlá žena s nejistou budoucností. Tm prokáže svou morální převahu nad svým svůdcem. Několikrát se mu snaží uprchnout, a pokud by jí hrozilo z jeho strany další násilí, oznámí mu, že se zabije.
Když Lovelace odjede navštívit svého umírajícího strýce, po kterém má dědit, Clarisse se podaří z nevěstince uprchnout a nalézt útočiště u jednoho obchodníka s manželkou. Žije ale ve stálém strachu před Lovelacem i před svou rodinou, která jí neustále nutí k sňatku se Solmesem. Z těchto duševních úzkosti a také z toho, že se zřídkakdy stravuje, vážně onemocní. Dopisuje si také s Lovelaceovým přítelem Johnem Bedfordem. Bedford je zděšený z toho, co Lovelace spáchal. Protože je Clarissa přesvědčená, že brzy zemře, stanoví Bedforda vykonavatelem své závěti.
Clarissa umírá obklopena cizími lidmi s vírou v lepší život po smrti. Z její rodiny je přítomen pouze její bratranec, plukovník Morden. Bedford vykoná její poslední vůli. Lovelace odjede na cestu po Evropě. Tam se dozví z Bedfordova dopisu, že plukovník Morden se s ním chce setkat a žádat od něho zadostiučinění. Setkají se v Mníchově a dojde mezi nimi k souboji. Oba jsou při něm zraněni, ale Morden pouze lehce. Lovelace druhý den na své zranění zemře. Před smrtí si uvědomí, že z uražené ješitnosti zničil dívku, kterou ve skutečnosti hluboce miloval.

## Adaptace

### Hudba
- Clarissa (1976), opera anglikého skladatele Robina Hollowaye.[4]

### Film a televize
- Clarissa (1941), německý film, režie Gerhard Lamprecht.
- Clarissa (1991), britský televizní seriál, režie Robert Bierman.
- Clarissa (1992), třídílná epizoda z amerického televizního seriálu Masterpiece Theatre.[5]

### Externí doazy
- Clarissa, or the History of a Young Lady na projektu Gutenberg
- (anglicky) Clarissa by Samuel Richardson – Encyclopædia Britannica